# Liczby pierwsze Wiefericha
Liczba pierwsza Wiefericha – w teorii liczb rodzaj liczb pierwszych opisany po raz pierwszy przez Arthura Wiefericha w 1909 roku w jego dziełach dotyczących wielkiego twierdzenia Fermata. Liczbę pierwszą {\displaystyle p} nazywa się Wiefericha, jeżeli {\displaystyle p^{2}} dzieli {\displaystyle 2^{p-1}-1;} w ten sposób są one związane z małym twierdzeniem Fermata, które mówi,' że każda nieparzysta liczba pierwsza {\displaystyle p} dzieli {\displaystyle 2^{p-1}-1.}
Do 2012 roku poznano tylko dwie liczby pierwsze Wiefericha, mianowicie 1093 oraz 3511 (ciąg  A001220 w OEIS).